# Gianluca Gaetano
Gianluca Gaetano (ur. 2 maja 2000 w Cimitile) – włoski piłkarz występujący na pozycji pomocnika. Młodzieżowy reprezentant Włoch.